# Araschnia prorsoides
Araschnia prorsoides (лат.) — вид дневных бабочек из семейства нимфалиды. Широко распространен в западном Китае, северной Индии и Мьянме. Демонстрирует сезонный диморфизм.

## Описание
Самцы имеют размах крыльев 50-55 мм, самки — 45-58 мм. Верхняя часть бока напоминает промежуточную форму (forma, сокращенно f.) porima Пестрокрыльницы изменчивой, за исключением того, что широкая полоса на переднем крыле продолжает по прямой линии полосу на заднем крыле. Полосы по краю крыла более прямые и светлые. Нижняя сторона больше похожа на летнюю форму Araschnia burejana f. fallax, чем на f. porima. Он бледнее и имеет пурпурное пятно вокруг белых субмаргинальных пятен на обоих крыльях, что опять же больше напоминает A. burejana. Край заднего крыла более волнистый между жилками, чем у двух других видов, и мотыльки, как правило, крупнее европейских или японских особей.
У ab. levanoides Blanchard все отметины красновато-коричневые, иногда более отчётливые, но более узко нанесенные. Примерно соответствует A. burejana f. strigosa.
У ab. flavida Oberthür, известной из Сиаолу, наблюдается заметное распространение элементов светлого рисунка. На переднем крыле крупные желтоватые пятна образуются в клетке и позади неё, переднее пятно костальной полуполосы полосатое. Заднее крыло коричневатое и беловато-светлое от субмаргинальной полосы до корня, только в базальном поле остаются тёмные пятна. Бахрома тёмно-бурая, дугообразная, у её внутренней границы имеется ряд тёмных пятен в осветленной части крыла. Нижняя сторона в основном беловатая. В прикорневой области обоих крыльев имеется несколько коричневатых, темных окаймленных пятен, а на остальной части крыла неопределенные желтоватые и черноватые тени и полосы.

## Среда обитания и распространение
Встречается в западном Китае, северной Индии (горы Нага) и Бирме. Есть также сомнительные сообщения из Японии. Форма levanoides известна только с июня, номинальная форма летает с августа по сентябрь. Бабочки были найдены на высоте от 1 500 до 2 500 метров. Об образе жизни ничего не известно.